# Lista parków stanowych w stanie Utah
Lista parków stanowych w stanie Utah – zawiera spis parków stanowych położonych na terenie amerykańskiego stanu Utah. Parki stanowe są częściowo lub w całości w gestii władz stanu Utah a zasady użytkowania są mniej restrykcyjne w porównaniu do rezerwatów i parków narodowych. Na ogół dopuszcza się użytkowanie parku jako miejsca wypoczynku, rozrywki, a także często łowiectwa, rybołówstwa oraz możliwość wprowadzania zwierząt (głównie psów) na uwięzi.
| Nazwa parku stanowego       | Lokalizacja                                           | Powierzchnia | Wysokość n.p.m. | Rok założenia |
| --------------------------- | ----------------------------------------------------- | ------------ | --------------- | ------------- |
| Anasazi Museum              | Hrabstwo Garfield, w Boulder                          | 0,024 km²    | 2042            | 1960          |
| Antelope Island             | Hrabstwo Davis, 65 km od Salt Lake City               | 116,55 km²   | 1618            | 1969          |
| Bear Lake                   | Hrabstwo Rich, granica z Idaho                        | 290,1 km²    | 1798            | 1962          |
| Camp Floyd / Stagecoach Inn | Hrabstwo Utah, Fairfield                              | 0,16 km²     | 1487            | 1958          |
| Coral Pink Sand Dunes       | Hrabstwo Kane, 15 km na zachód od Kanab               | 15,09 km²    | 1829            | 1963          |
| Dead Horse Point            | Hrabstwa San Juan i Grand, na zachód od Moab          | 21,4 km²     | 1798            | 1959          |
| Deer Creek                  | Hrabstwo Wasatch 20 km od Salt Lake City              | 13,19 km²    | 1646            | 1971          |
| East Canyon                 | Hrabstwo Morgan (Utah) 30 km od Salt Lake City        | 1,08 km²     | 1737            | 192           |
| Escalante Petrified Forest  | Hrabstwo Garfield                                     | 5,46 km²     | 1798            | 1976          |
| Goblin Valley               | Hrabstwo Emery, 70 km na pł.-zach. od Green River     | 14,79 km²    | 1756            | 1964          |
| Goosenecks                  | Hrabstwo San Juan                                     | 0,04 km²     | 1372            | 1962          |
| Great Salt Lake             | Hrabstwo Salt Lake, 10 km na zachód od Salt Lake City | 0,66 km²     | 1280            | 1978          |
| Green River                 | Hrabstwo Emery, Green River                           | 0,21 km²     | 1234            | 1965          |
| Kodachrome Basin            | Hrabstwo Kane, 10 km na płd. od Cannonville           | 9,06 km²     | 1768            | 1963          |
| Wasatch Mountain            | Hrabstwo Wasatch, 10 km na pn. od Midway              | 87,38 km²    | 1798            | 1968          |
| Willard Bay                 | Hrabstwo Box Elder, przedmieścia Willard              | 40 km²       | 1280            | 1966          |
| Yuba                        | Hrabstwo Sanpete i Juab, 15 km na pn. od Scipio       | 64,51 km²    | 1554            | 1964          |